# Vikings dans la bande dessinée
Cet article recense les principaux personnages de Vikings dans la bande dessinée et des albums dédiés.

## Moi Svein, compagnon d'Hasting
Série de bande dessinée représentative sur les vikings lancée en 1992, elle est à l'origine de la création de nombreuses compagnies vikings dans les années qui ont suivi.
Première véritable série à aborder de front Histoire avec un grand H et Archéologie sans délaisser l’aventure. Cette série parait pour la première fois en 1992, le tome 1, sous le trait de Darvil, et sur le scénario d’Eriamel, nous propose une véritable initiation au monde viking, d’ailleurs c’est le titre de ce tome. Tout y est évoqué, les premiers raids historiques sur les îles britanniques et sur le continent, les mœurs, la religion, les sports et les jeux, enfin la justice.
D’entrée le ton est donné sur l’archéologie, grâce au dessin précis de Darvil, tout ce qui doit être dessiné est représenté, voile en lin ou laine renforcée ou non de cuir, porte vergue, porte avirons, etc.
Avec cette série, nous découvrons l’histoire du héros fictif, Svein, et de son chef le viking Hasting (Hàstein). Le principal souci du scénariste ayant été de trouver un viking ayant écumé presque toutes les régions de France. Dans le premier tome, Svein n’est encore qu’un enfant qui petit à petit, au même rythme que le lecteur, va découvrir toutes les règles de la société scandinave. C’est parce que le héros n’a pas existé, que la série va pouvoir devenir une véritable série de fiction toute en respectant au plus juste la véracité. Pour le professeur Jean Renaud, spécialiste reconnu des vikings, cette saga en bande dessinée a les deux atouts des anciennes sagas islandaises, elle est à la fois histoire et divertissement.
À la fin du premier tome, Svein rencontrera Hasting qu’il suivra à la mort de son oncle Erlend. 
C’est Jean-Marie Woehrel, qui reprend le dessin de Svein, à partir du tome 2. Svein suit le périple d’Hasting, coup de main, pillage et bataille deviennent alors courantes. Dans « Méditerranée », Svein se retrouve aussi au côté d’un autre viking historique, Bjorn, cote de fer. Tout au long de la série il côtoiera des personnages ayant vécu (Màr, Bard, chefs viking, Pépin - prince carolingien etc.)
Dans un dessin toujours aussi précis, Svein poursuit ses aventures. Elles sont imaginaires quand le héros n’est pas accompagné de personnages historiques, comme l’épisode de Ronda, où les auteurs n’avaient aucune information (voir ci-dessous). 
Dans l’épisode suivant, « Pépin II d’Aquitaine », nos héros retournent en France. Svein quitte momentanément Hasting, comme le faisaient les vikings de l’époque : véritables hommes libres, ils pouvaient changer de bande de temps à autre. Dans cet épisode, un éclairage important sur les Carolingiens est apporté.
Le dessinateur apporte également une touche d’humour, des « gueules » apparaissent. Ces gueules qui dorénavant parcourront les albums suivants.
Dans « Robert le Fort, comte d’Anjou » le particularisme de la navigation sur un fleuve, (la Loire, aux bancs de sable changeants) est abordé.
Enfin le tome dernier est tirée de la saga de Ragnar Lodbrok et des dits des fils de Ragnar, elle montre le supplice de l'aigle de sang et la mort du roi Northumbrien Aella.
Il y a cinq tomes pour cette série, tous les albums de la série sont terminés par un cahier pédagogique :
1. L'initiation
2. Méditerranée
3. Pépin II d'Aquitaine
4. Robert le Fort
5. L'aigle de Sang

Hasting disparaît des écritures en 896, c’est dire si Svein à encore de longues aventures à venir. Dernière particularité de cette série.

## Vikingar, de Cindy et Laura Derieux
Série de bande dessinée historique et fantastique basée sur l'Histoire viking et la Mythologie nordique. La saga dépeint les aventures d'un équipage viking prenant part à des événements historiques vers l'an mil. 
Les deux auteurs, Cindy et Laura Derieux  sont les filles de Dan Thorgis  capitaine du bateau viking Gungnir. Quatre tomes sont déjà parus ( Le Danegeld - 2014, Le Rocher des Sorciers - 2015, Les prisonniers de Nidaros - 2016, Hjalmarr - 2017, La Bataille de Svolder - 2018, Le Cygne de Thulé (2019)).

## Le Serment des Vikings, Johan et Pirlouit

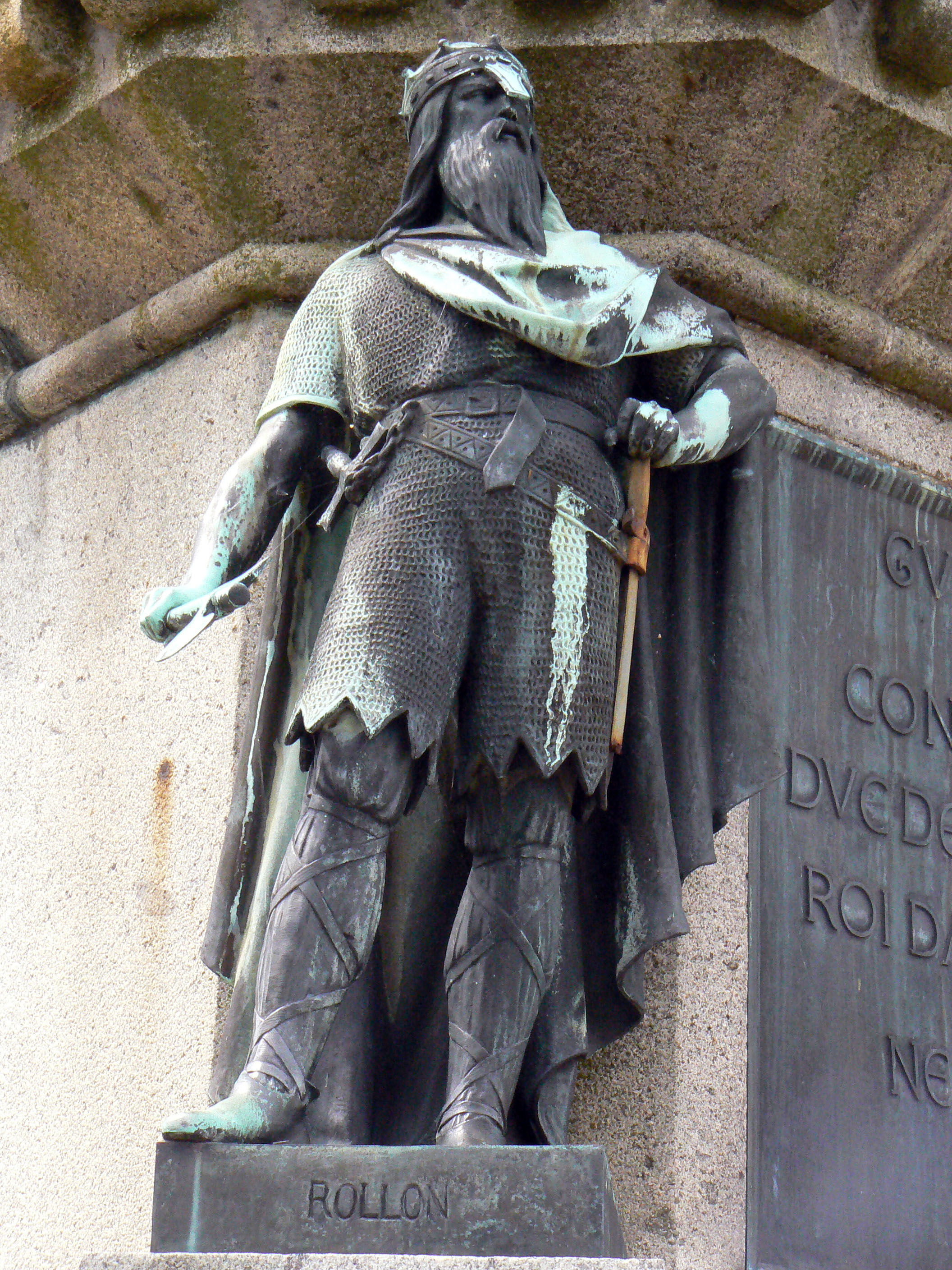
Peyo intègre dans les paroles de Johan tout un discours sur Rollon.

Dans ce cinquième épisode de sa série médiévale, publié sous forme d'album en 1957, Peyo emmène Johan et Pirlouit vers Snœland où ils vont combattre un usurpateur, le duc Sigurd, pour rétablir le prince Odd sur le trône de son père décédé, le roi Gudhrun. Le Serment des vikings est sans doute une des aventures les plus mouvementées de Johan, où les scènes d'action abondent. Peyo s'est visiblement bien documenté sur les vikings : au détour d'un dialogue, il met dans la bouche de Johan un véritable petit cours d'histoire dans lequel il explique que les invasions des Vikings ont cessé en 911 lorsque le roi Charles III de France abandonna une partie de territoire à leur chef Rollon.
Mais Peyo semble avoir été un peu limité par ce souci de vraisemblance : Le Serment des vikings est un des rares épisodes de la série où n'interviennent ni la magie ni le goût pour le merveilleux, qui font pourtant le charme de Johan et Pirlouit.

## Hultrasson
Hultrasson est une série de bande dessinée franco-belge humoristique créée en 1964 par Marcel Remacle au dessin et Marcel Denis au scénario.
Dans le petit village de Kokmar, un malicieux guerrier viking, Hultrasson, protège son roi Harald des manigances du très conquérant Sépadeffasson et de son âme damnée Paillasson. Six ans après avoir créé les aventures du Vieux Nick et du pirate Barbe Noire, Marcel Remacle lance Hultrasson avec la complicité de Marcel Denis. Et, comme dans Le Vieux Nick, son héros est petit et malin tandis que le méchant est aussi imposant que stupide.
Hultrasson ne vivra que durant trois aventures sous la plume de Remacle ; en 1974, Vittorio Léonardo et Maurice Tillieux reprendront le personnage le temps d'un récit : L'Eau de politesse.

## Astérix et les Normands
Astérix et les Normands est le neuvième album de la série de bande dessinée Astérix de René Goscinny (scénario) et Albert Uderzo (dessin), édité en album en 1966.
René Goscinny adorait jouer avec les mots. L'idée initiale de cette neuvième aventure d'Astérix est basée sur deux expressions : « Les Normands (antique dénomination des vikings) ignorent la peur. » Olaf Grossebaf, chef des Normands, veut apprendre à la connaître car, paraît-il, « la peur donne des ailes » : « Par Odin, s'exclame le chef, la peur nous permettra de voler comme des oiseaux ! » Voilà donc les valeureux guerriers en route pour l'Armorique. Mauvaise destination, car, on le sait, Astérix et le petit village gaulois ignorent, eux aussi, la peur ! Seul Goudurix, le jeune neveu d'Abraracourcix venu de Lutèce, est un véritable pleutre soit la proie idéale pour les Normands ! 
Ce scénario sera adapté en dessin animé au cinéma en 2006 sous le titre Astérix et les Vikings.

## Hägar Dünor
Hägar Dünor ou Hägar Dünor le Viking (Hägar the Horrible) est un comic strip américain créé par l'auteur Dik Browne en 1973.
Hägar Dünor, guerrier dominé par son épouse Helga (Hildegarde), son fils et sa fille, est né sous le crayon de Dik Browne. Cette série humoristique au graphisme minimaliste et efficace paraît aujourd'hui dans plus de 1 900 quotidiens et magazines, et ce dans 58 pays. À la mort de Dik en 1989, c'est son fils Chris Browne qui reprit le flambeau de cette saga à succès.

## Le duo Coelho/Ollivier
Le scénariste Jean Ollivier et le dessinateur portugais Eduardo Teixeira Coelho créent en 1955 pour Vaillant la série Ragnar le Viking, qui durera jusqu'aux débuts de Pif gadget en 1969. Dans le même revue, en 1976 et 1977 paraît la série éphémère Erik le Rouge. Entre-temps, pour les éditions Mon journal en petit format, les auteurs créent la série Biorn le Viking.

## Chroniques barbares
Cette série, écrite et dessinée par Jean-Yves Mitton entre 1994 et 2000, publiée par Soleil, décrit les incursions des guerriers scandinaves sur les côtes anglaises et normandes. Elle insiste sur la violence des mœurs, qu’il s’agisse des combats ou du sort fait aux femmes des territoires conquis.

## Thorgal
Thorgal lancé en 1977 par Grzegorz Rosiński et Jean Van Hamme est devenu une référence en la matière.

## Ingmar
Bande dessinée belge réalisée par Hervé Bourhis au scénario et Rudy Spiessert au dessin. Elle est pré-publiée à partir du 11 janvier 2006 dans Spirou

## Harald le Viking
Si l'on s'aventure dans le monde de la bande dessinée réaliste, il faut évidemment citer Harald le Viking créé par Liliane et Fred Funcken dans Tintin en 1956.

## Brunelle et Colin, Yglinga(deRobert GéninetFrançois Bourgeon)
Deuxième album des aventures de Brunelle et Colin paru en octobre 1980, l'intrigue se déroule en Scandinavie auprès d'Yglinga, une princesse viking.

## Les Tours de Bois-Maury,Sigurd
Les Tours de Bois-Maury est une série de bande dessinée historique créée par l'auteur belge Hermann pour l'agence yougoslave Strip Art Features et publiée en français par Glénat de 1984 à 1994.
Le 6e tome des Tours de Bois-Maury, Sigurd, revisite sous le crayon d’Hermann les mythes vikings.

## Vinland Saga
Dans le domaine des mangas, l’histoire de Vinland Saga raconte l'invasion de l'Angleterre par les envahisseurs danois.

## Asgard
Asgard est une bande dessinée, scénarisée par Xavier Dorison et dessinée par Ralph Meyer.

## Vikings(de Cavan Scott)
La série télévisée Vikings est à l'origine de cette bande dessinée, dessinée par Staz Johnson (en) (dessinateur) et Cavan Scott (scénario). Huit albums ont été édités depuis avril 2016, répartis en deux arcs, Vikings: Godhead et Vikings: Uprising.

## Vikings(de Michael Hirst et Dennis Calero)
Scénarisée par Michael Hirst, le créateur de la série télévisée Vikings, cette bande dessinée américaine intitulée Vikings est éditée à partir de 2013, et est dessinée par Dennis Calero (en). C'est un préquel à la saison 1 de la série télévisée, où Ragnar et Rollo se battent aux côtés de leur père et y font la connaissance de Lagertha.

## Vikings, Rois des Mers(de Andrea Rossetto et Jean-François Miniac)
Scénarisée par Jean-François Miniac et dessinée par Andrea Rossetto, cette bande dessinée réaliste française parue en octobre 2020 relate les incursions puis l'intégration des Hommes du Nord dans la Neustrie des IXe et XIe siècles, et plus particulièrement en Normandie, seule principauté normande à perdurer.

## Autres auteurs qui se sont inspirés des Vikings
- Convard
- Craenhals
- Dimitri
- Pierre Dupuis
- Fauche
- Harold Foster
- Genin
- Tibet Greg
- Hans Kresse
- Don Lawrence
- Léturgie
- Luguy
- Peter Madsen
- Sirius
- Éric Stalner